# Cerkiew św. Mikołaja w Drohiczynie
Cerkiew pod wezwaniem św. Mikołaja – prawosławna cerkiew parafialna w Drohiczynie. Należy do dekanatu Siemiatycze diecezji warszawsko-bielskiej Polskiego Autokefalicznego Kościoła Prawosławnego.
Cerkiew znajduje się przy rynku – Placu Tadeusza Kościuszki.
Świątynia reprezentuje styl klasycystyczny. Zbudowana w 1792 z fundacji Konstancji z Kuczyńskich i Jakuba Ciecierskiego jako unicka pod wezwaniem św. Mikołaja dla klasztoru zakonu bazylianów. Po spłonięciu w 1806 parafialnej cerkwi unickiej (również pod wezwaniem św. Mikołaja) przeniesiono tu nabożeństwa. W 1826 przekazana unickiemu klerowi świeckiemu. 
W 1839 po synodzie połockim świątynia odebrana Unitom i przekazana przez rosyjskie władze zaborcze pod jurysdykcję Kościoła prawosławnego. Po upadku Powstania styczniowego, dokonano przebudowy cerkwi około 1870 roku w celu nadania jej bardziej prawosławnego wyglądu, w wyniku czego z zewnątrz zwieńczono ją dodatkowymi trzema cebulastymi sygnaturkami, w wewnątrz dokonano przekształceń i stworzono nowe wnętrze m.in. poprzez usunięcie bocznych ołtarzy, organów i ambony.
Wnętrze:
- ikonostas z końca XIX w. z malowidłami neorenesansowymi sprowadzony w 1968 z cerkwi w Bielsku Podlaskim.
- Ferotrony barokowe: z ok. 1700 z obrazem Matki Boskiej Szkaplerzowej i Chrystusa Salwatora oraz drugi kupiony w 1808 z kościoła parafialnego w Siemiatyczach
- ikona barokowa Matki Boskiej z Dzieciątkiem z postacią klęczącego szlachcica z różańcem i inicjałami M.C.L. i datą 1640
- ikona Zesłania Ducha Świętego z datą 1668, otoczona kultem
- dzwon barokowy z XVII w. z łacińską inskrypcją

W latach 80. XX w. w świątyni wykonano polichromie autorstwa Sotyrysa Pantopulosa.
Cerkiew została wpisana do rejestru zabytków 11 listopada 1966 pod nr A-41.
Klasztor Bazylianów (nieistniejący)
Południowo-zachodni narożnik wschodniej pierzei rynku zajmował usytuowany na południe od cerkwi murowany dwuskrzydłowy klasztor bazylianów, wzniesiony w 1798 na planie litery L z piętrowym skrzydłem zachodnim od strony Rynku i dłuższym parterowym od strony ul. Mazowieckiej. Zabudowania były nakryte dachem dwuspadowym. Badania archeologiczne prowadzone w 1980 r. przez Krzysztofa Burka ujawniły po południowej stronie świątyni fragment muru i posady fundamentowej klasztoru. Klasztor został zburzony przez Rosjan w 2. połowie XIX wieku.